# Cratere Vashti
Vashti  è un cratere sulla superficie di Venere.